# Westerholt (Herten)
Westerholt ist ein Stadtteil der Stadt Herten im nordrhein-westfälischen Kreis Recklinghausen im nördlichen Ruhrgebiet.

## Geographie
Das heutige Westerholt ist in seinem historischen Ortskern geprägt durch das Schloss Westerholt mit der anliegenden früheren „Freiheit Westerholt“, bestehend aus rund 60 gut erhaltenen Fachwerkhäusern („Altes Dorf“). Zudem wird das Ortsbild wesentlich bestimmt durch die – bei Einzug des Bergbaus 1907 – außerhalb der Freiheit entstandenen Teile: die Zeche Westerholt mit ihren Zechenbauwerken, Bahnanlagen und Verwaltungsgebäuden sowie den umliegenden Bergmannssiedlungen („Kolonie“) sowie die Geschäfts- und Wohnhäuser, die sich heimische Kaufleute und Handwerker mit Zuzug der großen Zahl von Bergarbeitern gebaut haben („Heide“). In den 1960er- und 1970er-Jahren sind schließlich auf den vormals landwirtschaftlichen Flächen („Ebbelich“, „Sickelmannskamp“, „Hof Ellinghaus“) rund um den Kernbereich von Westerholt Neubausiedlungen mit Eigenheimen und Mehrfamilienhäusern entstanden.

## Geschichte

### Erste Erwähnungen
Westerholt (HOLT im WESTEN = Holz (Wald) im Westen von Recklinghausen) wird 799 als „Holta“ Bauernhof der Abtei Werden erstmals genannt. 1047 wird das Geschlecht der Grafen von Westerholt, Aufsitzer der Wasserburg Westerholt, erstmals urkundlich erwähnt.

### Entstehung der Freiheit
Um die Burg mit Wall und Doppelgräfte, gesichert mit zwei Toren, siedelten sich die Schlossbediensteten, Handwerker und sonstige Ansiedler an, die den Schutz der Burg suchten. Diese Burgsiedlung wuchs um die Pfarrkirche St. Martini, die 1310 Erwähnung findet. Die Siedlung war mit Wall und Graben befestigt und besaß 3 Zugangspforten.
Es ist nicht genau datiert, wann Westholt zur „Freiheit“ erhoben wurde, allerdings wurde die „Freiheit Westerholt“ 1421 erstmals als solche erwähnt. 1454 lebten dort rund 300 Einwohner in etwa 45 Häusern. Die damalige „Freiheit Westerholt“ zeichnete sich aus durch die persönliche Freiheit der einzelnen Bewohner, die Vererblichkeit des Besitzes, durch regelmäßige Markttage, die Befestigung des Ortes sowie eine eigene Verwaltung.

### Ab 1500
Ab dem 16. Jahrhundert hemmten Krieg, Besetzungen und die Pest die wirtschaftliche Entwicklung. In den Jahren 1582, 1591 und 1618 zerstörten Brände die Häuser in der Freiheit. Doch die Westerholter bewiesen großen Selbstbehauptungswillen. Sie bauten ihre Fachwerkhäuser, meist unter Verwendung der alten Holzbalken und Steine immer wieder auf. Sie restaurierten die Freiheitspforte und errichteten ein Armenhaus sowie eine Schule.
Die Bürgerschützengilde Westerholt 1583 besteht seit 1583.
Viele Familien in Westerholt lebten von der Herstellung und dem Vertrieb von Woll- und Tuchartikeln. Verbreitete Berufe waren daher Tuchmacher, Weber und Flachsbauern. Viele Männer waren als „Kiepenkerle“ im Münsterland und in Holland unterwegs, um dort die Westerholter Tuche zu verkaufen.
Anna Spiekermann war das letzte Opfer der Hexenverfolgungen im Vest Recklinghausen. Nach 15 Monaten Kerkerhaft wurde sie am 31. Juli 1706 in Westerholt durch Enthauptung hingerichtet. Die Gerichtsakten sind im Stadtarchiv Recklinghausen erhalten.
Nach dem großen Feuer vom 27. August 1808 wurden anstelle der im Alten Dorf abgebrannten Fachwerkhäuser an der „Brandstraße“ große Steinhäuser errichtet.
Nach der Franzosenzeit gehörte Westerholt zunächst zur Bürgermeisterei Buer und seit 1844 zum Amt Buer im Kreis Recklinghausen der preußischen Provinz Westfalen. 1830 wurde das Schloss Westerholt in seiner heutigen Form erbaut. Die an derselben Stelle gestandene Vorgängerburg war abgebrannt.
1870 hatte Westerholt rund 750 Einwohner mit circa 105 Wohnhäusern und 32 Scheunen. In der Regel gehörte zu jedem Haus der „Alten Freiheit“ ein großes Gartengrundstück auf der „Heide“, das die jeweiligen Hausbesitzer bei der Aufteilung der gemeinsamen Weiden des Ortes als Privateigentum erhalten hatten.

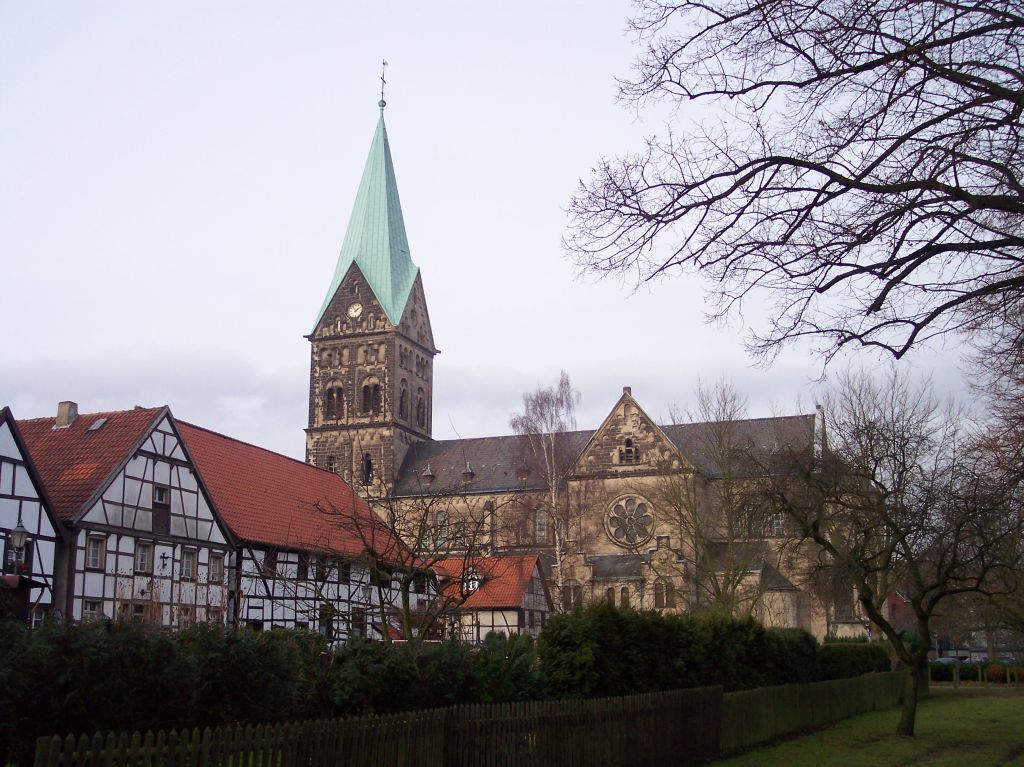
Blick auf die „Alte Freiheit Westerholt“
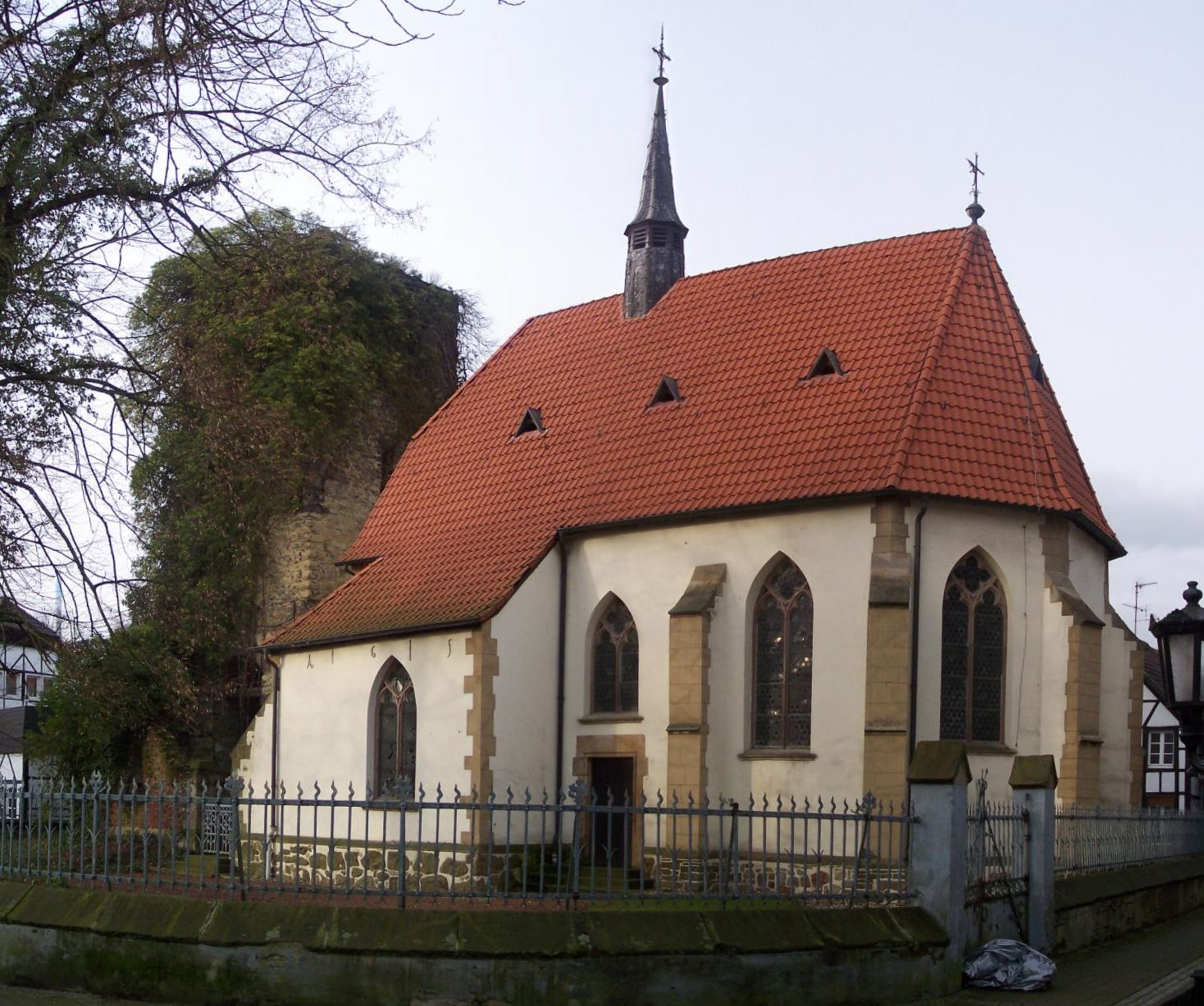
Alte Pfarrkirche St. Martinus (heutige Schlosskapelle)
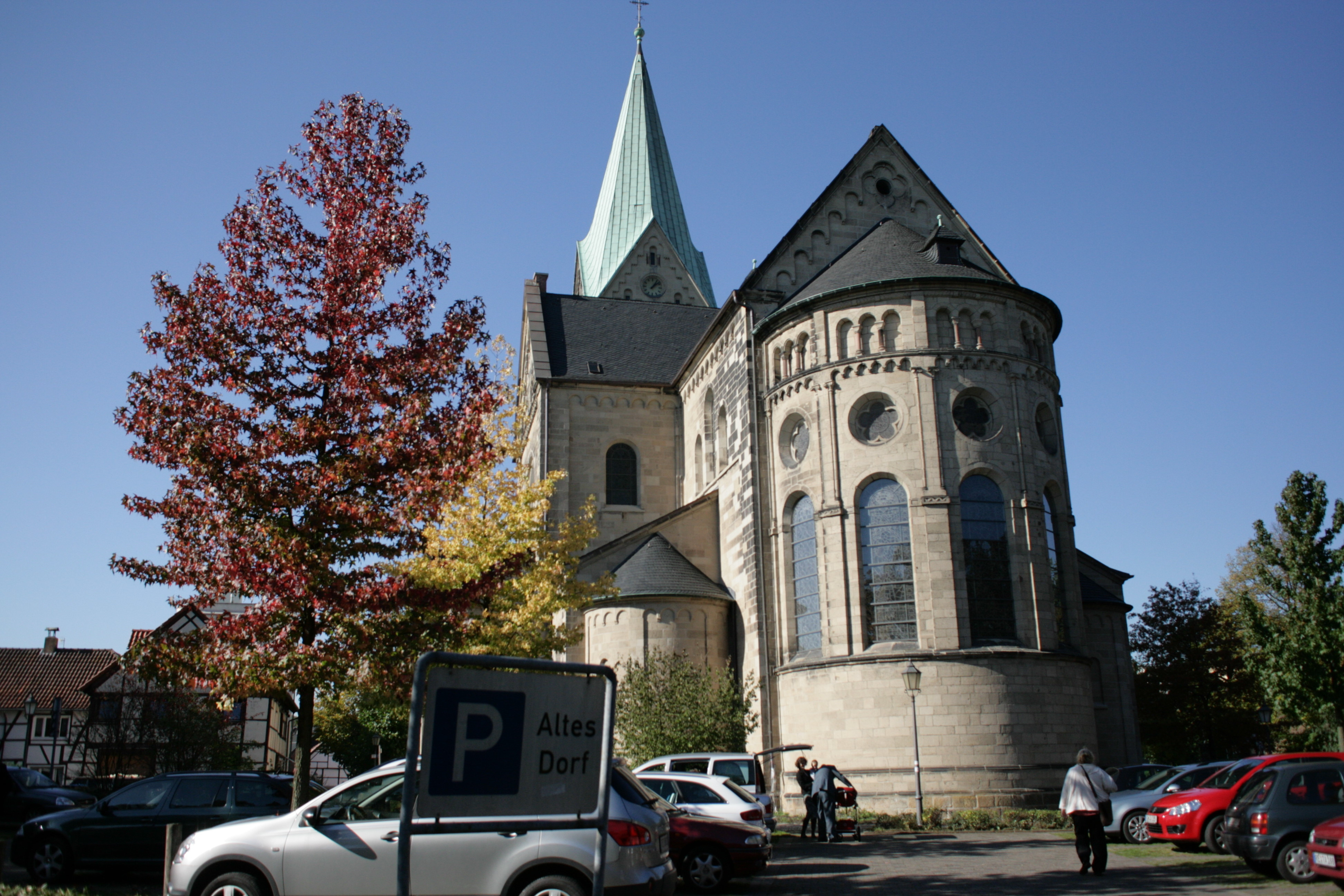
Katholische Pfarrkirche St. Martinus
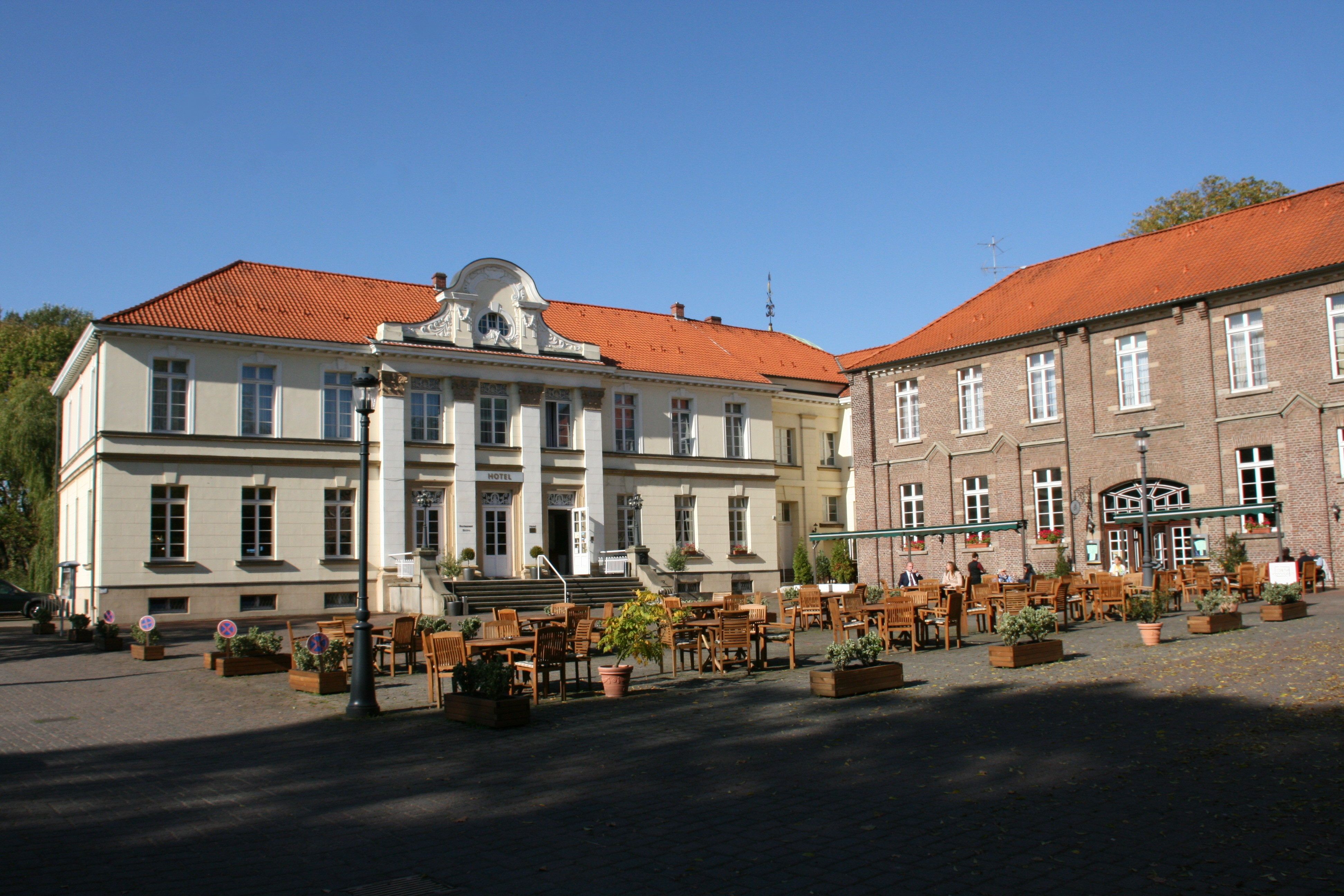
Schloss Westerholt
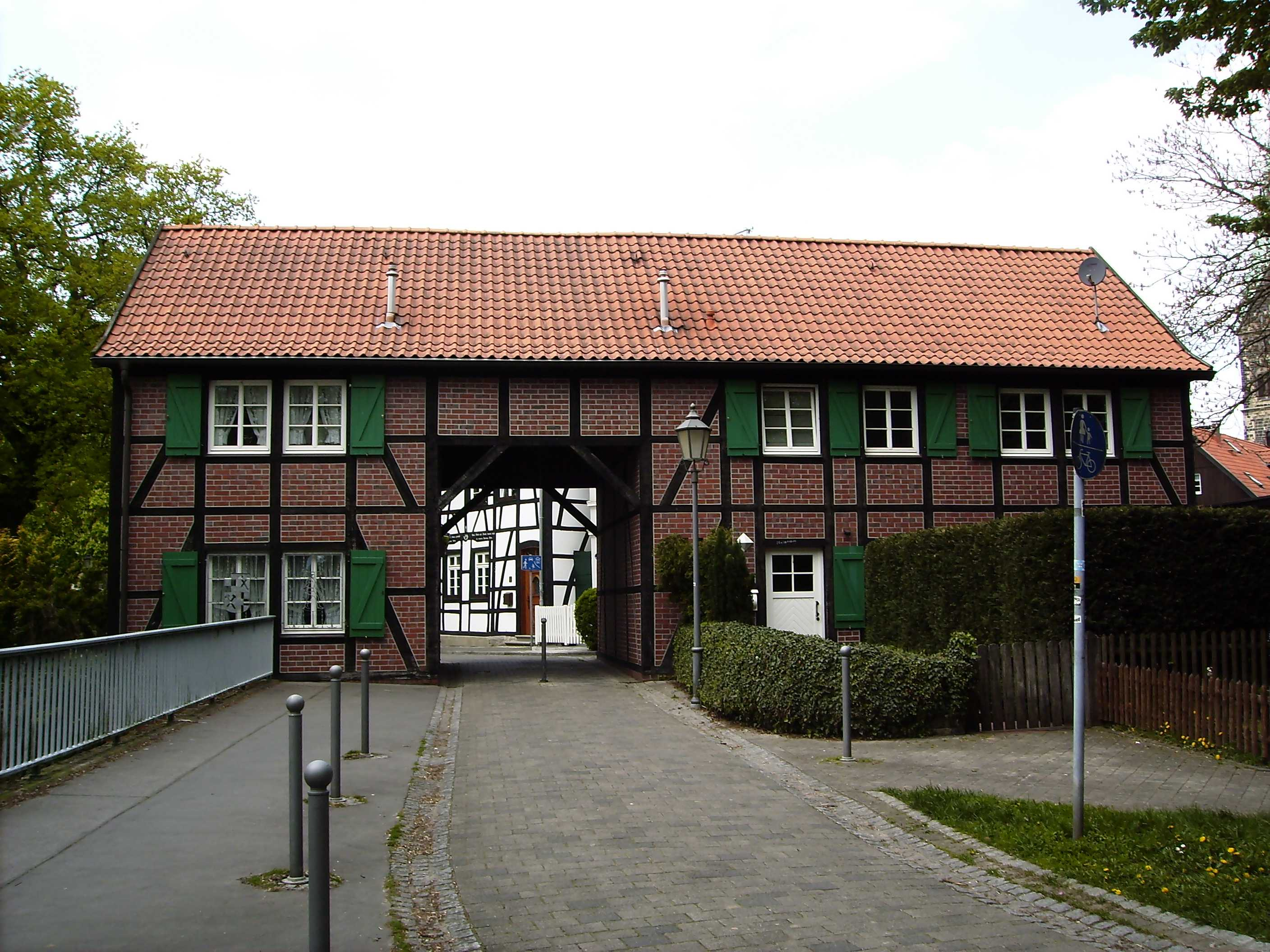
Mühlpforte
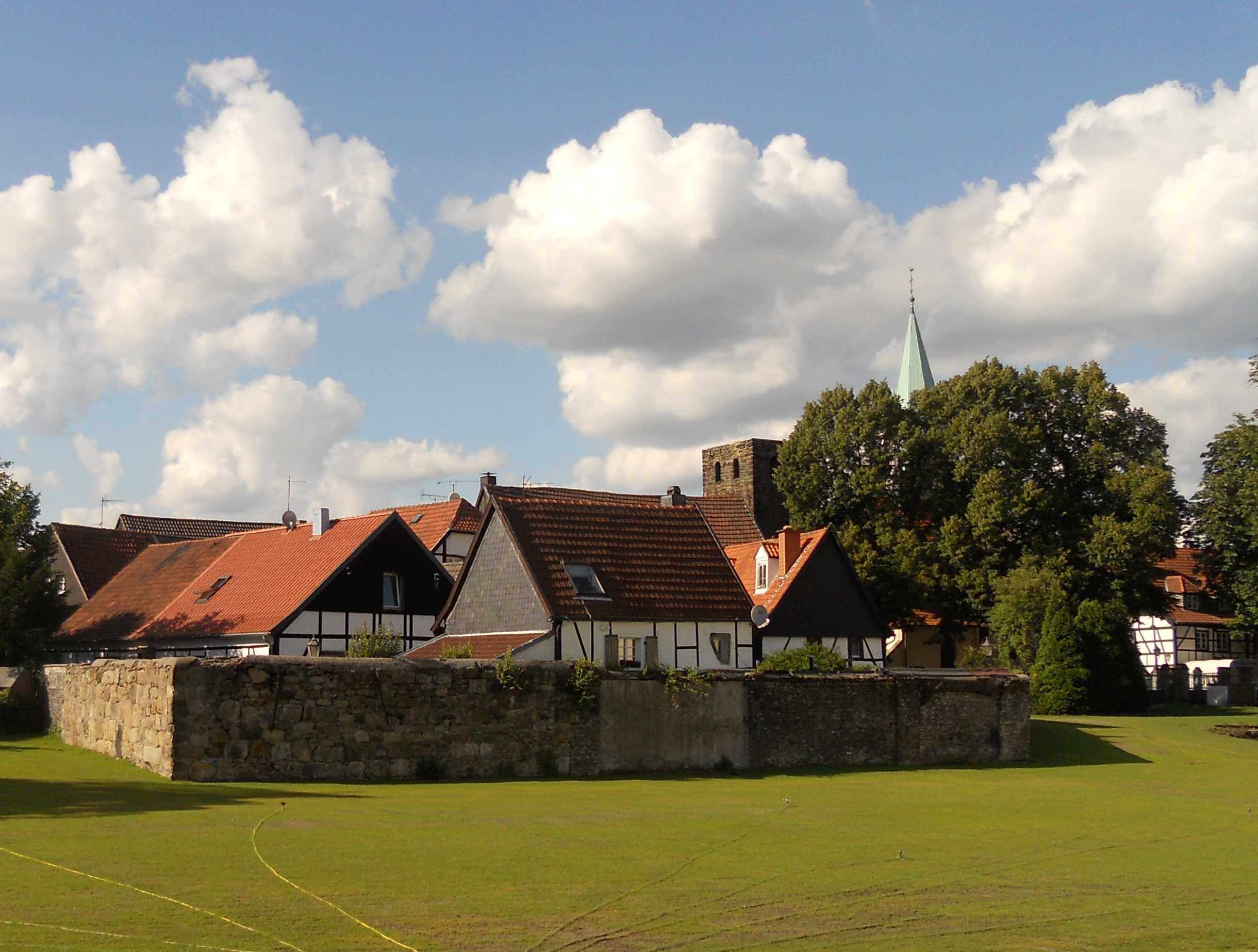
Blick vom Schloss zur „Alten Freiheit Westerholt“

### Einzug des Bergbaus

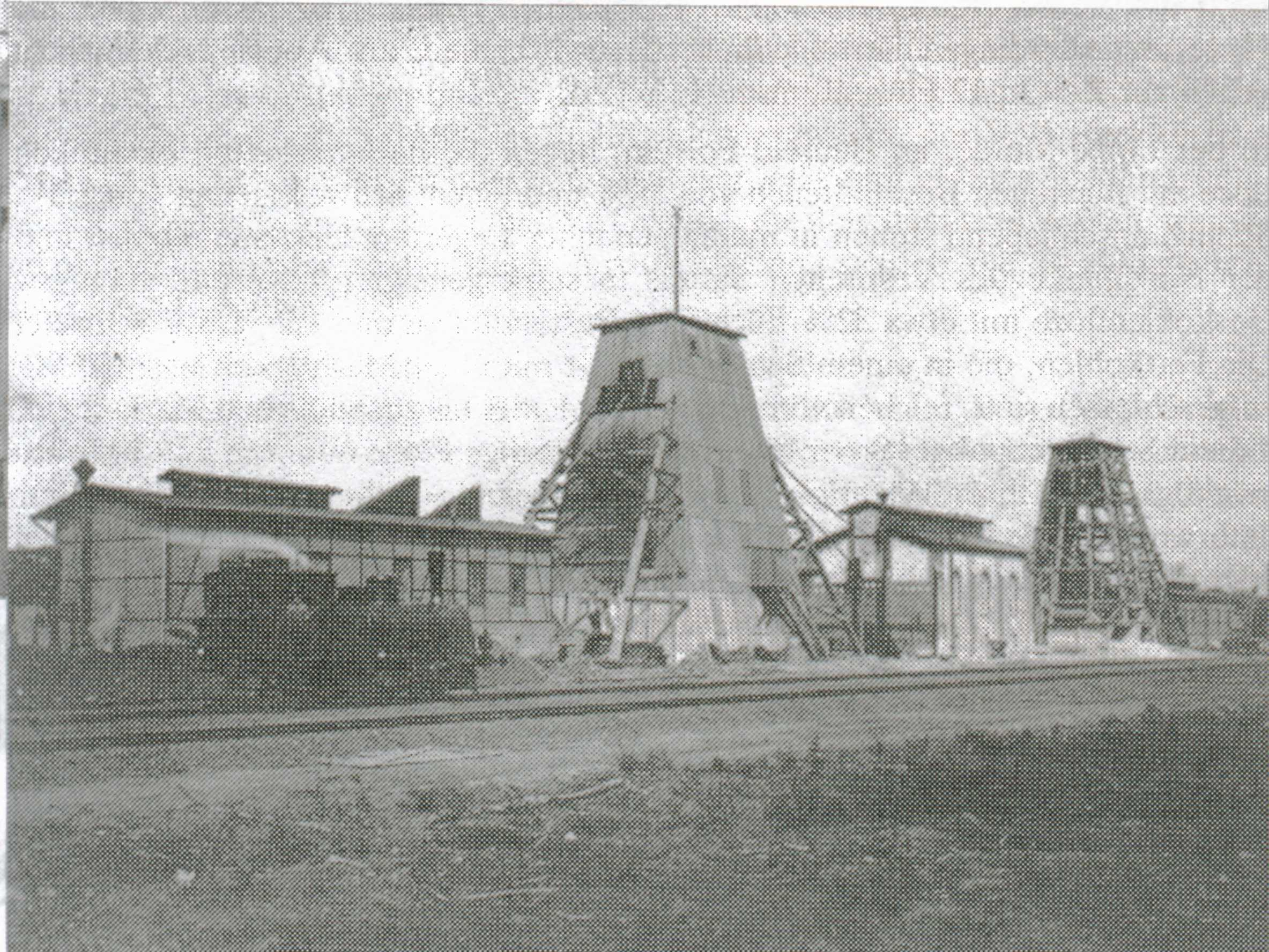
Abteuftürme der Schachtanlage Westerholt um 1909/10

Erst mit dem Einzug des Bergbaus – insbesondere dem Abteufen der eigenständigen Förderschachtanlage Westerholt 1/2 um 1907 – gelangte Westerholt wieder zu neuer Blüte. Die am 19. Dezember 2008 stillgelegte und nach Gebietsreform in Gelsenkirchen-Hassel liegende Zeche Westerholt wurde aufgebaut. Außerhalb der Tore der „Alten Freiheit“ entstanden für die aus allen Teilen Deutschlands kommenden Bergleute erste Zechensiedlungen (Kolonie).
Die Einwohnerzahl in Westerholt nahm beständig zu.
Die Kaufleute und Handwerker aus dem Dorf bauten auf der „Heide“ – also außerhalb der Grenzen der Freiheit – auf den Flächen ihrer dort liegenden Gärten Wohn- und Geschäftshäuser. Die meisten von ihnen verkauften ihre im Dorf liegenden Fachwerkhäuser, zu denen nunmehr aber keine eigenen Gärten auf der Heide gehörten.
Die neuen Bewohner des Dorfes waren meist aus der Umgebung stammende Arbeiter, Handwerker, Gastwirte und kleine Gewerbetreibende, die durch die neu entstehenden Zechen und Siedlungen Broterwerb und ein Auskommen gefunden haben.
Die Gemeinde Westerholt bildete von 1911 bis 1934 ein eigenes Amt im Kreis Recklinghausen. Am 30. Januar 1939 erhielt die nunmehr amtsfreie Gemeinde die Bezeichnung „Stadt“.

### Eingemeindung
Durch das Ruhrgebiet-Gesetz, das am 1. Januar 1975 in Kraft trat, verlor Westerholt die Selbständigkeit und gehört seither als Stadtteil zur Stadt Herten.

### Einwohnerentwicklung
| Jahr | Einwohner |
| ---- | --------- |
| 1885 | 860       |
| 1890 | 988       |
| 1895 | 1.196     |
| 1899 | 1.500     |
| 1900 | 1.756     |
| 1905 | 2.153     |

| Jahr | Einwohner |
| ---- | --------- |
| 1910 | 3.431     |
| 1912 | 4.234     |
| 1913 | 5.078     |
| 1915 | 6.512     |
| 1917 | 6.159     |
| 1920 | 6.740     |

| Jahr | Einwohner |
| ---- | --------- |
| 1961 | 11.398    |
| 1970 | 13.165    |
| 1974 | 13.723    |
| 2005 | 11.438    |
| 2020 | 10.841    |

Angaben bis 1920: siehe Heinz Wener, Westerholter Lesebuch, S. 70; 1961 und 1970: Volkszählungsergebnisse am 6. Juni bzw. 27. Mai; 1974: Feststellung der Einwohnerzahl am 30. Juni anlässlich der bevorstehenden Gemeindegebietsreform; Ab 2020: Statistikstelle der Stadt Herten basierend auf dem Melderegister

### Erhaltung des Alten Dorfes

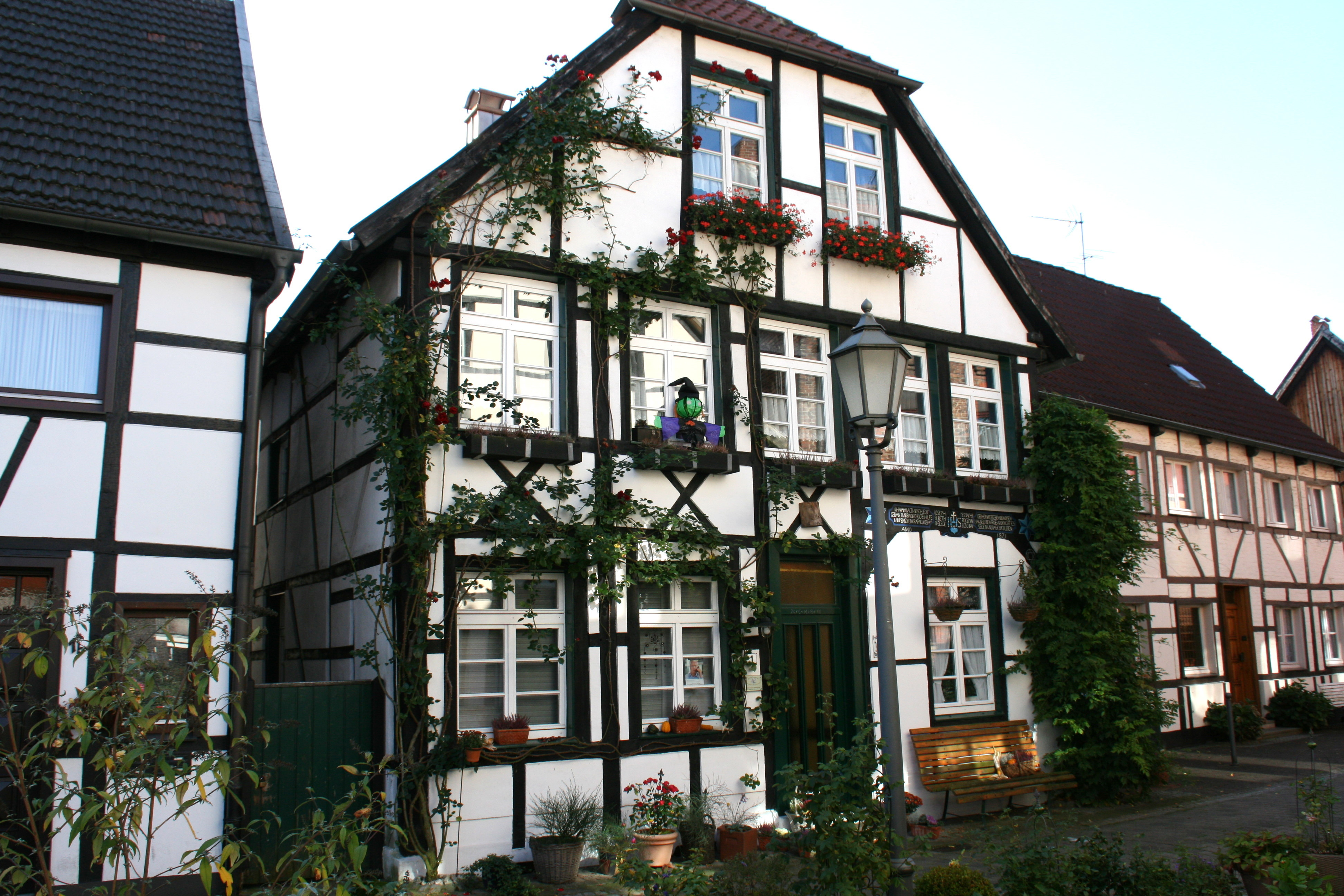
Fachwerkhäuser an der Brandstraße

Den damaligen Bürgern des Alten Dorfes ist es zu verdanken, dass die Freiheit in den 1960er-Jahren nicht einer Flächensanierung zum Opfer fiel; immerhin hatten die örtlichen Stadtplaner vor, das alte Dorf abzureißen und an dessen Stelle die damals in den Ruhrgebietsstädten modernen Betonzweckbauten erstellen zu lassen. Mit großem persönlichen und finanziellen Einsatz widersetzten die Eigentümer sich solchen Absichten. Nach der Eingemeindung durch die Stadt Herten, die ihre eigene Altstadt eben durch solche Bausünden verloren hatte, wurden die alten Häuser im Dorf durch das Land Nordrhein-Westfalen unter Denkmalschutz gestellt und die notwendigen Restaurierungen sogar zeitweise aus Mitteln der Stadt Herten gefördert. So blieben die historischen Strukturen erhalten. Die Häuser wurden ebenso wie das benachbarte Schloss inzwischen denkmalgerecht restauriert.
An der Schloßstrasse befindet sich das einzige erhaltene Torhaus des Alten Dorfes, die Mühlpforte. Das Gebäude steht unter Denkmalschutz, seit dem Jahr 2000 befindet sich im Inneren das Bergbaumuseum Mühlpforte.

## Politik
Gemeinsam mit dem Nachbarstadtteil Bertlich bildet Westerholt seit der Eingemeindung einen Stadtbezirk.

## Verkehr
Die VRR-Buslinien 211, 212, 238, 241, 243 und NE9 der Vestischen Straßenbahnen erschließen den Stadtteil. Zentraler Umsteigepunkt ist die Haltestelle Schlossstraße. Der Bahnhof Westerholt an der Bahnstrecke Oberhausen-Osterfeld–Hamm wird seit 1983 nicht mehr im Personenverkehr bedient. Jedoch verkehrt momentan die S-Bahn-Linie S 9 im Transit-Verkehr durch den Bahnhof Westerholt und dessen Reaktivierung ist in naher Zukunft vorgesehen. Die Baumaßnahmen für die neuen Bahnsteige beginnen im März 2023; die Inbetriebnahme der Station Herten-Westerholt plant die Deutsche Bahn (DB) bis Ende 2024.
| Linie | Verlauf | Takt (Mo–Fr)                                    |
| ----- | --- | ----------------------------------------------- |
| 211   | Herten Mitte (Herten , 500 m) – Herten Rathaus (Herten , 300 m) – Westerholt – Westerholt Bf (– Herten-Bertlich) (zeitweise) – Gelsenkirchen-Hassel – Gelsenkirchen-Buer Rathaus | 30 min                                          |
| 212   | Herten Mitte (Herten , 500 m) – Herten Rathaus (Herten , 300 m) – Westerholt – Westerholt Bf – Herten-Bertlich – GE-Hassel Bf – Gelsenkirchen-Hassel – Gelsenkirchen-Buer Nord Bf – Gelsenkirchen-Buer Rathaus                                                                                   | 30 min                                          |
| 238   | Gelsenkirchen-Buer Rathaus – Herten-Westerholt – Langenbochum – Herten-Scherlebeck – Westviertel – Lohtor – Recklinghausen Hbf | 30 min                                          |
| TB241 | Taxibus: Marl-Polsum Kirchstr – Gelsenkirchen-Hassel – GE-Hassel Bf – Herten-Bertlich – Herten-Westerholt – Gelsenkirchen-Resse Hedwigstr. Samstag nachmittags sowie sonn- und feiertags nur Polsum–GE-Hassel Bf                                                                                 | 60 min                                          |
| 243   | Gelsenkirchen-Buer Rathaus – Gelsenkirchen-Buer Nord Bf – Gelsenkirchen-Hassel / (GE-Hassel Friedhof – GE-Hassel Bf ) (zeitweise) – Herten-Bertlich – Westerholt – Langenbochum Bergwerk Schlägel und Eisen – Paschenberg – Über den Knöchel (Herten , 150 m) – Herten Mitte (Herten , 500 m)    | 60 min (Buer–Bertlich) 30 min (Bertlich–Herten) |
| NE9   | Gelsenkirchen-Buer Rathaus – Gelsenkirchen-Buer Nord Bf – Gelsenkirchen-Hassel – GE-Hassel Bf – Herten-Bertlich – Westerholt – Langenbochum – Scherlebeck – Disteln – Herten Mitte (Herten , 500 m) NachtExpress: In den Nächten von Freitag auf Samstag, Samstag auf Sonntag und vor Feiertagen | 60 min                                          |

## Söhne und Töchter der Stadt
- Heinrich Grymhardt († 1419), Offizial des Erzbistums Köln
- Johann Matthias von Westerholt (1685–1729), kurkölnischer Geheimrat und Hofrat in Hildesheim
- Thomas Ohm, geboren als Philipp Ohm (1892–1962), Benediktiner-Pater, Theologe und Hochschullehrer
- Adolf Galland (1912–1996), Luftwaffenoffizier und Jagdflieger
- Margarethe Herzog (* 1947 als Margarethe Stender), Volleyballspielerin und -trainerin
- Joachim Poß (* 1948), Politiker
- Sascha Wolf (* 1971), Fußballspieler
- Christian Timm (* 1979), Fußball-Profi